# 中恭太
中 恭太（なか きょうた、1975年9月26日 - ）は、日本の元お笑い芸人。本名、貴田 恭太。
大阪府大阪市鶴見区出身。よしもとクリエイティブ・エージェンシーに所属していた。元吉本新喜劇の座員。

## 人物・略歴
大阪市立鶴見小学校、大阪市立緑中学校、大阪市立都島工業高等学校卒業。

### 芸歴
NSC16期生。
NGKの舞台進行係を経て、1998年入団。
たかおみゆきとの不細工カップルなど、使いやすいキャラのせいか、ストーリーラインにほとんど絡まない端役が続いている。
2010年1月頃を最後に舞台に出演しておらず、吉本興業からも芸人プロフィールが削除されているため、現在は事実上の引退状態となっているが、公式発表が無いため、詳細は不明。

### ネタ
- 大島和久が登場する際、正体がゲイだったことがばれているにもかかわらず、女性の恋人役の目前で平然とラブラブ振りを見せる。辻本茂雄座長公演の「花月病院恋愛科」(2005年12月3日放送)では、大島からよりを戻す際に「ほっぺにキスして」とねだられ実際に頬にキスした後本気で照れてしまい辻本から「自分、耳赤くなってんで」とツッコまれた。[1]
- それほど披露する機会は多くないが、体の柔らかさをアピールすることもある。時折、「顔がでかい」といじられる。